# 페르디난트 즈보니미르 폰 합스부르크로트링겐
페르디난트 즈보니미르 폰 합스부르크로트링겐(Ferdinand Zvonimir von Habsburg-Lothringen, 1997년 6월 21일 ~ )은 카를 합스부르크로트링겐과 그의 아내 프란체스카 폰 합스부르크 사이에서 태어난 아들로, 오스트리아 대공 및 황자, 헝가리와 보헤미아, 크로아티아의 왕자 등의 작위를 소유하고 있다. 현재 오스트리아-헝가리의 제위 1순위 계승자이다.
그의 이름 중에서 즈보니미르는 1997년 9월 6일에 크로아티아 자그레브에서 로마 가톨릭교회 세례를 받을 때 그의 아버지인 카를이 중세 크로아티아 왕국의 드미타르 즈보니미르 국왕을 기념하기 위해서 붙여준 이름이라고 한다. 2014년부터 자동차 경주 선수로 활동하고 있다.